# Karol Jeżowski
Karol Jan Jeżowski (ur. 15 października 1895 w Kaliłowie, zm. 1940 w ZSRR) – major dyplomowany piechoty Wojska Polskiego, kawaler Orderu Virtuti Militari, ofiara zbrodni katyńskiej.

## Życiorys
Karol Jan Jeżowski urodził się 15 października 1895 w Kaliłowie jako syn Kazimierza i Teodozji z domu Nestorowicz. Ukończył Gimnazjum Polskie Rychłowskiego w Warszawie, zdając maturę w 1914. W czasie I wojny światowej od 1915 służył w Armii Imperium Rosyjskiego. Absolwent szkoły oficerskiej w Kazaniu. W 1916 skierowany do Francji na front francusko-niemiecki, w 1916 został ranny. Wstąpił do Armii Polskiej we Francji. W stopniu podporucznika ukończył szkołę wojskową w Quitin i Saint-Cyr. Został przydzielony do 3 pułku strzelców. 
Po odzyskaniu przez Polskę niepodległości w 1919 wrócił do ojczyzny i wstąpił do Wojska Polskiego. Został przydzielony do 42 pułku piechoty zostając dowódcą batalionu. W szeregach swojego pułku w stopniu kapitana brał udział w wojnie polsko-bolszewickiej 1920. 
Po wojnie pozostał w pułku. W 1922 roku został powołany do Wyższej Szkoły Wojennej w Warszawie, w charakterze słuchacza II Kursu Normalnego, pozostając oficerem nadetatowym 42 pp w Białymstoku. 1 października 1924 roku, po ukończeniu kursu i otrzymaniu dyplomu naukowego oficera Sztabu Generalnego został przydzielony do Dowództwa Okręgu Korpusu Nr IX w Brześciu. 1 grudnia 1924 roku został awansowany do stopnia majora ze starszeństwem z dniem 15 sierpnia 1924 roku i 195. lokatą w korpusie oficerów piechoty. Pracował jako oficer Oddziału II Sztabu Generalnego. 12 stycznia 1927 roku został przeniesiony z Dowództwa Okręgu Korpusu Nr II w Lublinie do Korpusu Ochrony Pogranicza na stanowisko oficera sztabu 5 Brygady Ochrony Pogranicza w Łachwie. W tym samym roku został wyznaczony na stanowisko szefa sztabu tej brygady. 26 kwietnia 1928 roku został przeniesiony z KOP do Dowództwa Okręgu Korpusu Nr V w Krakowie i przydzielony do Korpusu Kontrolerów. 6 lipca 1929 roku otrzymał przeniesienie do 45 pułku piechoty Strzelców Kresowych w Równym na stanowisko dowódcy batalionu. 23 października 1931 roku został przeniesiony do dowództwa 24 Dywizji Piechoty w Jarosławiu na stanowisko szefa sztabu. 9 grudnia 1932 roku został przeniesiony do Dowództwa Okręgu Korpusu Nr X w Przemyślu na stanowisko kierownika Samodzielnego Referatu Bezpieczeństwa Wojskowego. Od 1936 roku dowodził II batalionem 43 pułku Strzelców Legionu Bajończyków detaszowanym w Brodach. W 1939 roku pełnił służbę w Komendzie Rejonu Uzupełnień Równe na stanowisku komendanta Rejonu Uzupełnień.
Po wybuchu II wojny światowej i agresji ZSRR na Polskę z 17 września 1939 na terenach wschodnich II Rzeczypospolitej 9 grudnia 1939 został aresztowany przez funkcjonariuszy NKWD obwodu rówieńskiego. Był więziony w Równem. 28 marca 1940 został przewieziony do więzienia przy ulicy Karolenkiwskiej 17 w Kijowie (więzieni w Równem i wywiezieni tego samego dnia do Kijowa byli także inni polscy oficerowie: Franciszek Górecki i Rudolf Ksieniewicz). Wiosnę 1940 został zamordowany przez funkcjonariuszy NKWD i pogrzebany w Bykowni, gdzie 21 września 2012 został oficjalnie otwarty Polski Cmentarz Wojenny w Kijowie-Bykowni. Jego nazwisko znalazło się na tzw. Ukraińskiej Liście Katyńskiej opublikowanej w 1994 (został wymieniony na liście wywózkowej 41/3-222 oznaczony numerem 1009).

## Ordery i odznaczenia
- Krzyż Srebrny Orderu Virtuti Militari nr 1612[17]
- Złoty Krzyż Zasługi – 10 listopada 1938 „za zasługi w służbie wojskowej”[18]
- Krzyż Walecznych
- Krzyż Wojenny (Francja)
- Medal między sojuszniczy Médaille Interalliée (międzynarodowy)